# 69e cérémonie des Golden Globes
La 69e cérémonie des Golden Globes, organisée par la Hollywood Foreign Press Association, a eu lieu le 15 janvier 2012 et a récompensé les films et séries diffusés en 2011 et les professionnels s'étant distingués cette année-là. Elle a été présentée par Ricky Gervais, et diffusée sur le réseau NBC.
Les nominations ont été annoncées le 15 décembre 2011.

## Palmarès
Les lauréats sont indiqués ci-dessous en premier de chaque catégorie et en caractères gras.

### Cinéma

#### Meilleur film dramatique
- The Descendants
  - La Couleur des sentiments (The Help)
  - Hugo Cabret (Hugo)
  - Les Marches du pouvoir (The Ides of March)
  - Le Stratège (Moneyball)
  - Cheval de guerre (War Horse)

#### Meilleur film musical ou comédie
- The Artist
  - 50/50
  - Mes meilleures amies (Bridesmaids)
  - Minuit à Paris (Midnight in Paris)
  - My Week with Marilyn

#### Meilleur réalisateur
- Martin Scorsese pour Hugo Cabret (Hugo)
  - Woody Allen pour Minuit à Paris (Midnight in Paris)
  - George Clooney pour Les Marches du pouvoir (The Ides of March)
  - Michel Hazanavicius pour The Artist
  - Alexander Payne pour The Descendants

#### Meilleur acteur dans un film dramatique
- George Clooney pour le rôle de Matt King dans The Descendants
  - Leonardo DiCaprio pour le rôle de J. Edgar Hoover dans J. Edgar
  - Michael Fassbender pour le rôle de Brandon Sullivan dans Shame
  - Ryan Gosling pour le rôle de Stephen Meyers dans Les Marches du pouvoir (The Ides of March)
  - Brad Pitt pour le rôle de Billy Beane dans Le Stratège (Moneyball)

#### Meilleure actrice dans un film dramatique
- Meryl Streep pour le rôle de Margaret Thatcher dans La Dame de fer (The Iron Lady)
  - Glenn Close pour le rôle d'Albert Nobbs dans Albert Nobbs
  - Viola Davis pour le rôle d'Aibileen Clark dans La Couleur des sentiments (The Help)
  - Rooney Mara pour le rôle de Lisbeth Salander dans Millénium, les hommes qui n'aimaient pas les femmes (The Girl with the Dragon Tattoo)
  - Tilda Swinton pour le rôle d'Eva Khatchadourian dans We Need to Talk about Kevin

#### Meilleur acteur dans un film musical ou une comédie
- Jean Dujardin pour le rôle de George Valentin dans The Artist
  - Brendan Gleeson pour le rôle de Gerry Boyle dans L'Irlandais (The Guard)
  - Joseph Gordon-Levitt pour le rôle d'Adam Lerner dans 50/50
  - Ryan Gosling pour le rôle de Jacob Palmer dans Crazy, Stupid, Love
  - Owen Wilson pour le rôle de Gil Pender dans Minuit à Paris (Midnight in Paris)

#### Meilleure actrice dans un film musical ou une comédie
- Michelle Williams pour le rôle de Marilyn Monroe dans My Week with Marilyn
  - Jodie Foster pour le rôle de Penelope Longstreet dans Carnage
  - Charlize Theron pour le rôle de Mavis Gary dans Young Adult
  - Kristen Wiig pour le rôle d'Annie Walker dans Mes meilleures amies (Bridesmaids)
  - Kate Winslet pour le rôle de Nancy Cowan dans Carnage

#### Meilleur acteur dans un second rôle
- Christopher Plummer pour le rôle de Hal dans Beginners
  - Kenneth Branagh pour le rôle de Laurence Olivier dans My Week with Marilyn
  - Albert Brooks pour le rôle de Bernie Rose dans Drive
  - Jonah Hill pour le rôle de Peter Brand dans Le Stratège (Moneyball)
  - Viggo Mortensen pour le rôle de Sigmund Freud dans A Dangerous Method

#### Meilleure actrice dans un second rôle
- Octavia Spencer pour le rôle de Minny Jackson dans La Couleur des sentiments (The Help)
  - Bérénice Bejo pour le rôle de Peppy Miller dans The Artist
  - Jessica Chastain pour le rôle de Celia Foote dans La Couleur des sentiments (The Help)
  - Janet McTeer pour le rôle de Hubert Page dans Albert Nobbs
  - Shailene Woodley pour le rôle d'Alex King dans The Descendants

#### Meilleur scénario
- Minuit à Paris (Midnight in Paris) – Woody Allen
  - Les Marches du pouvoir (The Ides of March) – George Clooney, Grant Heslov et Beau Willimon
  - The Artist – Michel Hazanavicius
  - The Descendants – Alexander Payne, Nat Faxon et Jim Rash
  - Le Stratège (Moneyball) – Steven Zaillian et Aaron Sorkin

#### Meilleure chanson originale
- Masterpiece interprétée par Madonna – W.E.
  - Hello Hello interprétée par Elton John et Lady Gaga – Gnoméo et Juliette (Gnomeo & Juliet)
  - The Keeper interprétée par Chris Cornell – Machine Gun Preacher
  - Lay Your Head Down interprétée par Sinéad O'Connor – Albert Nobbs
  - The Living Proof interprétée par Mary J. Blige – La Couleur des sentiments (The Help)

#### Meilleure musique de film
- The Artist – Ludovic Bource
  - W.E. – Abel Korzeniowski
  - Millénium, les hommes qui n'aimaient pas les femmes (The Girl with the Dragon Tattoo) – Trent Reznor et Atticus Ross
  - Hugo Cabret (Hugo) – Howard Shore
  - Cheval de guerre (War Horse) – John Williams

#### Meilleur film étranger
- Une séparation (جدایی نادر از سیمین) •  Iran
  - The Flowers of War (金陵十三钗) •  Chine
  - Au pays du sang et du miel (In the Land of Blood and Honey) •  États-Unis
  - Le Gamin au vélo •  Belgique
  - La piel que habito •  Espagne

#### Meilleur film d'animation
- Les Aventures de Tintin : Le Secret de La Licorne (The Adventures of Tintin : The Secret of the Unicorn)
  - Cars 2
  - Le Chat potté (Puss in Boots)
  - Mission : Noël (Arthur Christmas)
  - Rango

### Télévision
Note : le symbole « ♕ » rappelle le gagnant de l'année précédente (si nomination).

#### Meilleure série dramatique
- Homeland
  - American Horror Story
  - Boardwalk Empire ♕
  - Boss
  - Le Trône de fer (Game of Thrones)

#### Meilleure série musicale ou comique
- Modern Family
  - Enlightened
  - Episodes
  - Glee ♕
  - New Girl

#### Meilleure mini-série ou meilleur téléfilm
- Downton Abbey
  - Cinema Verite
  - The Hour
  - Mildred Pierce
  - Too Big to Fail : Débâcle à Wall Street (Too Big to Fail)

#### Meilleur acteur dans une série dramatique
- Kelsey Grammer pour le rôle de Tom Kane dans Boss
  - Steve Buscemi pour le rôle d'Enoch « Nucky » Thompson  dans Boardwalk Empire ♕
  - Bryan Cranston pour le rôle de Walter White dans Breaking Bad
  - Jeremy Irons pour le rôle du Pape Alexandre VI dans The Borgias
  - Damian Lewis pour le rôle de Nicholas Brody dans Homeland

#### Meilleure actrice dans une série dramatique
- Claire Danes pour le rôle de Carrie Mathison dans Homeland
  - Mireille Enos pour le rôle de Sarah Linden dans The Killing
  - Julianna Margulies pour le rôle d'Alicia Florrick dans The Good Wife
  - Madeleine Stowe pour le rôle de Victoria Grayson dans Revenge
  - Callie Thorne pour le rôle du Dr Dani Santino dans La Diva du divan (Necessary Roughness)

#### Meilleur acteur dans une série musicale ou comique
- Matt LeBlanc pour son propre rôle dans Episodes
  - Alec Baldwin pour le rôle de Jack Donaghy dans 30 Rock
  - David Duchovny pour le rôle de Hank Moody dans Californication
  - Johnny Galecki pour le rôle de Leonard Hofstadter dans The Big Bang Theory
  - Thomas Jane pour le rôle de Ray Drecker dans Hung

#### Meilleure actrice dans une série musicale ou comique
- Laura Dern pour le rôle d'Amy Jellicoe dans Enlightened
  - Zooey Deschanel pour le rôle de Jess Day dans New Girl
  - Tina Fey pour le rôle de Liz Lemon dans 30 Rock
  - Laura Linney pour le rôle de Cathy Jamison dans The Big C ♕
  - Amy Poehler pour le rôle de Leslie Knope dans Parks and Recreation

#### Meilleur acteur dans une mini-série ou un téléfilm
- Idris Elba pour le rôle de John Luther dans Luther
  - Hugh Bonneville pour le rôle de Robert, comte de Grantham dans Downton Abbey
  - William Hurt pour le rôle de Henry Paulson dans Too Big to Fail : Débâcle à Wall Street (Too Big to Fail)
  - Bill Nighy pour le rôle de Johnny Worricker dans Page Eight
  - Dominic West pour le rôle de Hector Madden dans The Hour

#### Meilleure actrice dans une mini-série ou un téléfilm
- Kate Winslet pour le rôle de Mildred Pierce dans Mildred Pierce
  - Romola Garai pour le rôle de Bel Rowley dans The Hour
  - Diane Lane pour le rôle de Pat Loud dans Cinema Verite
  - Elizabeth McGovern pour le rôle de Cora, Comtesse de Grantham dans Downton Abbey
  - Emily Watson pour le rôle de Janet Leach dans Une femme de confiance

#### Meilleur acteur dans un second rôle dans une série, une mini-série ou un téléfilm
- Peter Dinklage pour le rôle de Tyrion Lannister dans Le Trône de fer (Game of Thrones)
  - Paul Giamatti pour le rôle de Ben Bernanke dans Too Big to Fail : Débâcle à Wall Street (Too Big to Fail)
  - Guy Pearce pour le rôle de Monty Beragon dans Mildred Pierce
  - Tim Robbins pour le rôle de Bill Loud dans Cinema Verite
  - Eric Stonestreet pour le rôle de Cameron Tucker dans Modern Family

#### Meilleure actrice dans un second rôle dans une série, une mini-série ou un téléfilm
- Jessica Lange pour le rôle de Constance Langdon dans American Horror Story
  - Kelly MacDonald pour le rôle de Margaret Schroeder dans Boardwalk Empire
  - Maggie Smith pour le rôle de Violet, Comtesse douairière de  Grantham dans Downton Abbey
  - Sofia Vergara pour le rôle de Gloria Delgado-Pritchett dans Modern Family
  - Evan Rachel Wood pour le rôle de Veda Pierce dans Mildred Pierce

### Spéciales

#### Cecil B. DeMille Award
- Morgan Freeman

#### Miss Golden Globe
- Rainey Qualley

## Récompenses et nominations multiples

### Nominations multiples

#### Cinéma
6 : The Artist
5 : The Descendants, La Couleur des sentiments
4 : Les Marches du pouvoir, Minuit à Paris, Le Stratège
3 : Albert Nobbs, Hugo Cabret, My Week with Marilyn
2 : 50/50, Mes meilleures amies, Carnage, Millénium, les hommes qui n'aimaient pas les femmes, Cheval de guerre, W.E.

#### Télévision
4 : Downton Abbey, Mildred Pierce
3 : Boardwalk Empire, Cinema Verite, Homeland, The Hour, Modern Family, Too Big to Fail
2 : 30 Rock, American Horror Story, Boss, Enlightened, Episodes, Le Trône de fer, New Girl

#### Personnalités
3 : George Clooney, Alexander Payne
2 : Woody Allen, Glenn Close, Ryan Gosling, Michel Hazanavicius, Kate Winslet, Steven Spielberg

### Récompenses multiples
Légende : Nombre de récompenses/Nombre de nominations

#### Cinéma
3 / 6 : The Artist
2 / 5 : The Descendants

#### Télévision
2 / 3 : Homeland

### Les grands perdants

#### Cinéma
1 / 5 : La Couleur des sentiments
0 / 4 : Les Marches du pouvoir, Le Stratège

#### Télévision
Aucune